# كنيسة سانت كاترين، هامبورغ
كنيسة سانت كاترين، هامبورغ هي واحدة من الكنائس اللوثرية الخمسة الرئيسية (هاوبتكيرشن) في هامبورغ الألمانية. تعتبر قاعدة برجها الذي يعود تاريخه إلى القرن الثالث عشر، ثاني أقدم مبنى محفوظ في المدينة بعد المنارة في جزيرة نويويرك. يقع البرج على جزيرة بالقرب من الحدود الجنوبية للمدينة التي تعود للقرون الوسطى قبالة منطقة الميناء التاريخي على نهر إلبه. كان تقليديا كنيسة للبحارة.